# Ivan Kouratov
Ivan Alekseïevich Kouratov (en russe Иван Алексеевич Куратов, en komi Куратов Ӧльӧксей Иван), né à Kibra (aujourd'hui village de Kouratovo, en République des Komis) le 18 juillet 1839, mort à Verny le 29 novembre 1875, est l'un des pionniers de la littérature komie moderne. 